# Vârful Cascue, Munții Iezer-Păpușa
Vârful Cascue este un vârf montan situat în Masivul Iezer-Păpușa, cu o altitudinea de 2.329 metri.